# Catedral de Tortona

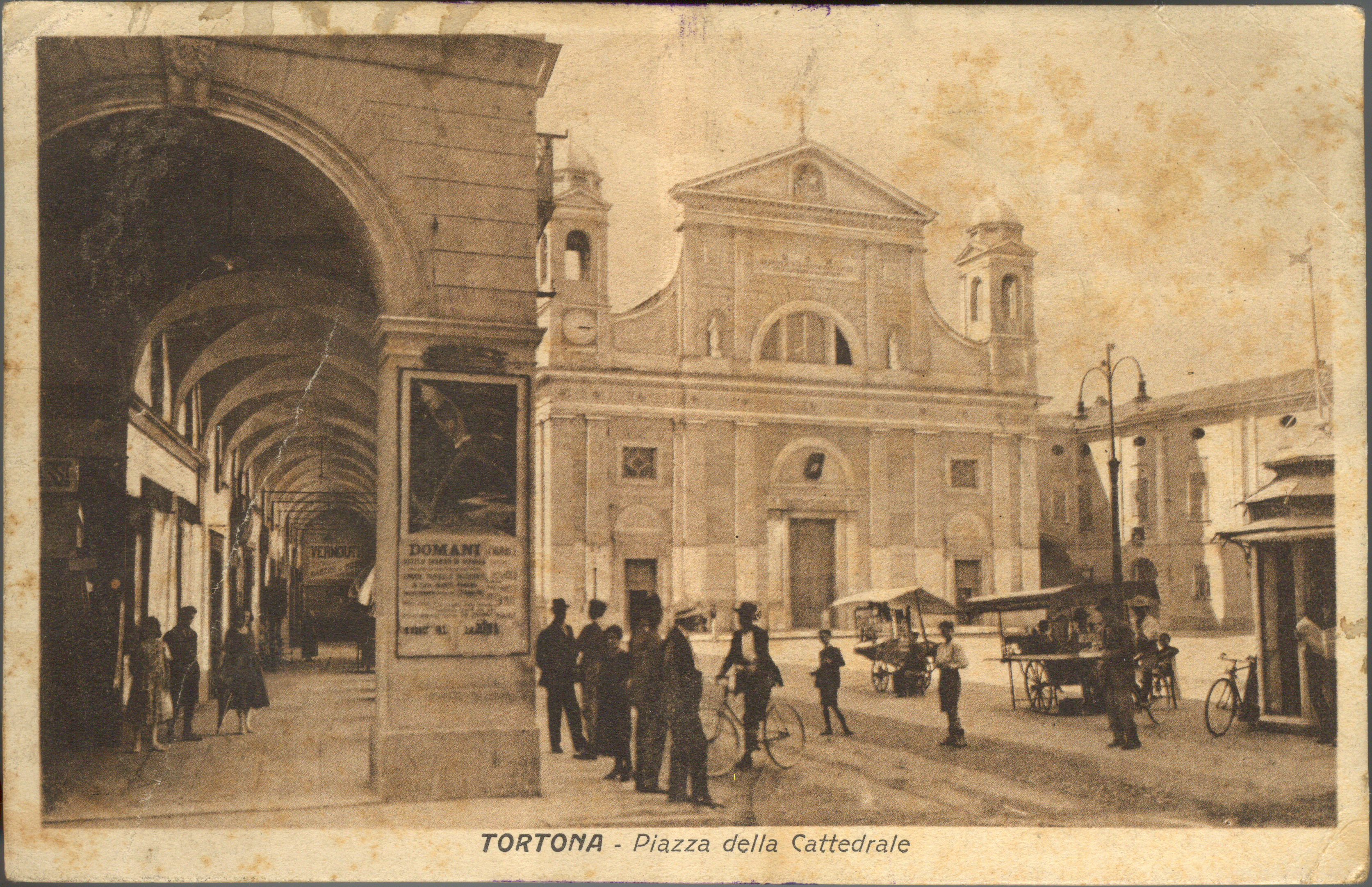
Catedral de Tortona (postal antiga dels anys 1890)

La Catedral de Tortona, dedicada a la Mare de Déu de l'Assumpció i de Sant Llorenç Màrtir, és la catedral de la diòcesi de Tortona. A la nau esquerra hi ha les tombes del compositor Lorenzo Perosi i el seu germà, el cardenal Carlo Perosi. En urna col·locada sota l'altar hi ha les relíquies de Sant Marcià, sant que, segons la tradició local, va ser el responsable de la conversió de la ciutat al cristianisme. En un costat de l'altar es conserva un fragment de la Vera Creu: dona lloc a un dels festivals de la ciutat més profunds, que se celebra el segon diumenge de maig (Festa de la Santa Creu).
El temple va ser construït entre 1574 i 1592 a l'antiga església de Sant Quirinus. Es va oficiar des de 1583. L'estil neoclàssic de la façana fou dissenyada per l'arquitecte Nicolò Bruno, a la segona meitat del segle xix (1880-1885). A l'interior, les obres d'artistes com Gian Mauro della Rovere dit Fiammenghino, Aurelio Luini, Guglielmo Caccia dit el Moncalvo, Camillo Procaccini i Giuseppe Vermilion. Les voltes van ser pintades entre 1853 i 1856.
L'1 d'octubre de 1891, el sacerdot Luigi Orione va ser nomenat tutor de la catedral, amb aquesta posició podria finançar els seus estudis al seminari.